# Molinis
Molinis (rätoromanisch Molinasⓘ = Mühle) ist eine Fraktion der Gemeinde Arosa, Kanton Graubünden.
Bis Ende 2012 bildete Molinis eine eigenständige Gemeinde. Am 1. Januar 2013 schloss sich Molinis mit den bis dahin ebenfalls selbständigen Gemeinden Calfreisen, Castiel, Langwies, Lüen, Peist und St. Peter-Pagig der Gemeinde Arosa an.

## Geographie
Molinis liegt im Schanfigg, zehn Kilometer (Luftlinie) östlich von Chur. Als einzige Siedlung des Tals liegt das Haufendorf nicht auf einer Hangterrasse, sondern unten im engen Talboden unmittelbar am rechten Ufer der Plessur. Auf der rechten (nördlichen) Talseite umfasst das ehemalige Gemeindegebiet nur einen rund 2 km langen schmalen Streifen zwischen dem Flusslauf und der gut 100 m oberhalb verlaufenden Bahnlinie. Wesentlich ausgedehnter ist das Territorium auf der gegenüberliegenden Schattenseite. Es erstreckt sich von der Plessur über den grossteils bewaldeten, von Tobeln und Rüfen zerfurchten Hang zu den ausgedehnten Alpweiden der Ochsenalp an der Nordflanke des Aroser Weisshorns. Kurz unterhalb des Gipfels wird der mit 2544 m ü. M. höchste Punkt der ehemaligen Gemeinde erreicht.
Zur ehemaligen Gemeinde gehören neben dem Hauptort die Hofsiedlungen Gadenstett, Usser Zana und Inner Zana auf der linken Talseite.

## Geschichte
Der Ort wurde 1335 in deutscher Sprache erstmals als Mulina erwähnt, rätoromanisch früher und heute noch Molinas. In Molinis wurde Schaftlappenbeil aus der älteren Eisenzeit gefunden.

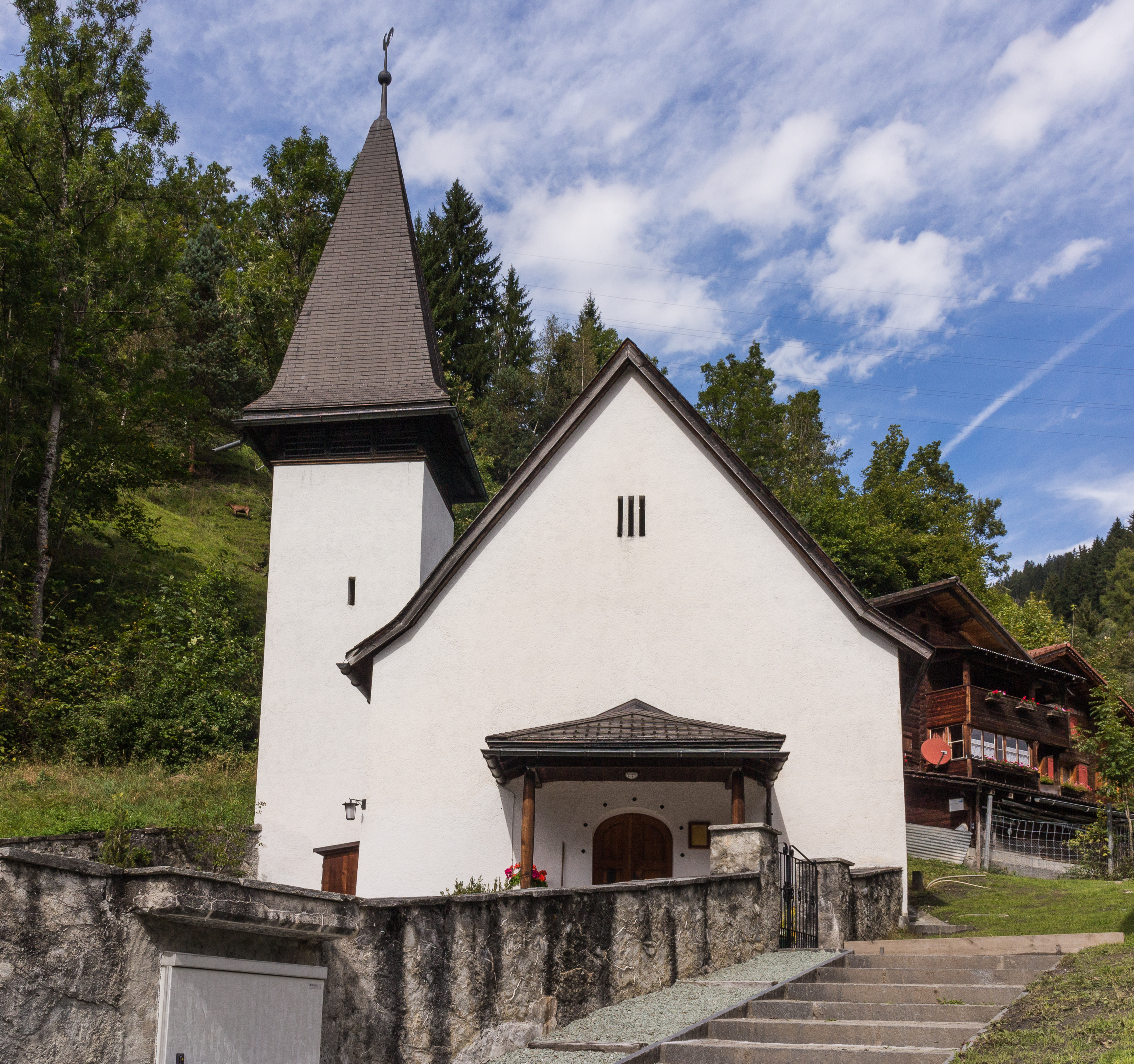
Kirche Molinis

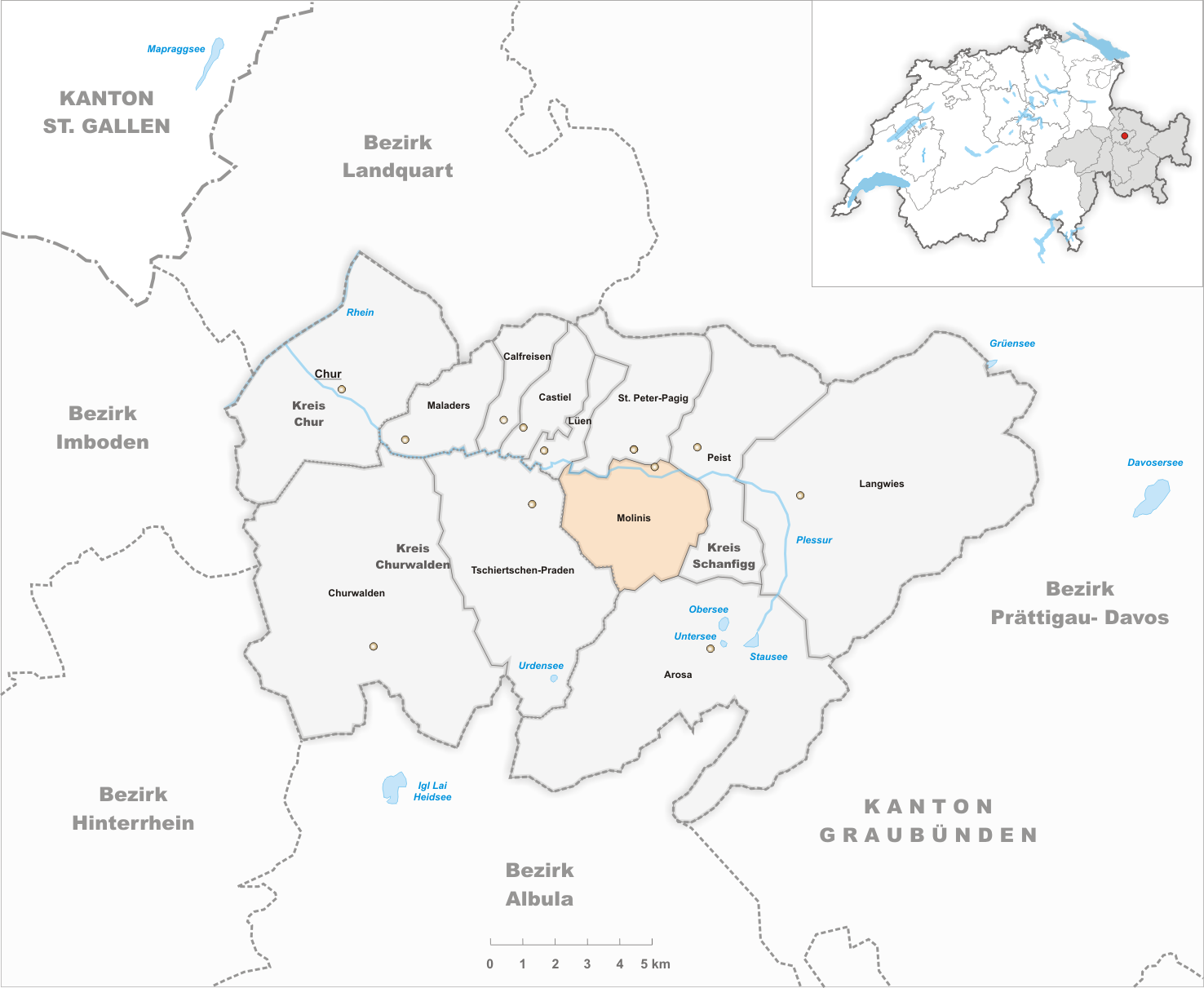
Gemeindestand vor der Fusion am 31. Dezember 2012

Um 1200 war das mittlere Schanfigg weitgehend besiedelt. Güter besass vor allem das Churer Kloster St. Luzi. Bis 1338 waren die Vazer als bischöfliche Lehensnehmer Landesherren, dann die Werdenberger und 1363 erstmals die Toggenburger. 1436 schloss sich Molinis mit der Gerichtsgemeinde St. Peter dem Zehngerichtenbund an. Ab 1437 waren die Montforter Landesherren, nach 1471 die Matscher und ab 1479 Österreich.
Kirchlich gehörte Molinis zu St. Peter. Die eigene St.-Bartholomäus-Kirche wird 1509 erwähnt; die Gemeinde wurde 1530 reformiert. Um 1570 war die rätoromanische Sprache am Verschwinden. Der Auskauf der Herrschaftsrechte erfolgte 1652, jener der bischöflichen Lehensrechte 1657. 1875 bis 1877 wurde die Fahrstrasse oberhalb von Molinis gebaut, 1908 die Zufahrt von St. Peter. Die Station St. Peter-Molinis der Arosabahn wurde 1914 errichtet, das Stauwehr des Elektrizitätswerks 1928. 1980 litt das Dorf unter schweren Rüfeschäden. Im traditionell landwirtschaftlich geprägten Molinis waren 2000 noch mehr als ein Drittel der Erwerbstätigen im ersten Erwerbssektor beschäftigt.

## Wappen
| Wappen von Molinis | Blasonierung: «In Blau goldenes Mühlrad»                                                                                        |
| Wappen von Molinis | Redendes Wappen als Hinweis auf den auf mulin (romanisch für «Mühle») zurückgehenden Ortsnamen. Farben des Zehngerichtenbundes. |

## Bevölkerung
| Bevölkerungsentwicklung | Bevölkerungsentwicklung | Bevölkerungsentwicklung | Bevölkerungsentwicklung | Bevölkerungsentwicklung | Bevölkerungsentwicklung | Bevölkerungsentwicklung | Bevölkerungsentwicklung | Bevölkerungsentwicklung |
| ----------------------- | ----------------------- | ----------------------- | ----------------------- | ----------------------- | ----------------------- | ----------------------- | ----------------------- | ----------------------- |
| Jahr                    | 1850                    | 1900                    | 1950                    | 1980                    | 1990                    | 2000                    | 2006                    | 2012                    |
| Einwohner               | 135                     | 106                     | 137                     | 83                      | 133                     | 136                     | 138                     | 119                     |

## Sprache
Der Name des Orts geht auf das rätoromanische Wort mulin «Mühle» zurück. Tatsächlich gehörte Molinis wie das gesamte Schanfigg ursprünglich zum rätoromanischen Sprachgebiet. Erst seit dem 16. Jahrhundert ist Molinis deutschsprachig; die Bevölkerung spricht einen Walser Dialekt, der sich vom weiter flussaufwärts liegenden Langwies aus talabwärts ausbreitete.

## Wirtschaft
Die ehemalige Gemeinde bietet einige wenige Arbeitsstätten in der Land- und Forstwirtschaft, Industrie und Gewerbe sowie im Dienstleistungssektor. Es gibt ein Restaurant, aber kein Ladengeschäft für den täglichen Gebrauch mehr.

## Verkehr
Molinis erreicht man durch die auf halber Höhe zwischen Molinis und St. Peter gelegene Station St. Peter-Molinis der Bahnstrecke Chur–Arosa der Rhätischen Bahn oder über eine Strasse hinauf nach St. Peter, das an der Schanfiggerstrasse liegt und von der Postautolinie Chur–Peist bedient wird.

## Sehenswürdigkeiten
Unter Denkmalschutz steht die reformierte Dorfkirche.